# Ruohokari, Karleby
Ruohokari med Vesikallio och Pakinkarinkallio är en ö i Finland. Den ligger i Bottenviken och i kommunen Karleby i den ekonomiska regionen  Karleby i landskapet Mellersta Österbotten, i den nordvästra delen av landet. Ön ligger omkring 31 kilometer nordöst om Karleby och omkring 440 kilometer norr om Helsingfors.
Öns area är 69,3 hektar och dess största längd är 1,9 kilometer i sydöst-nordvästlig riktning.

## Sammansmälta delöar
- Ruohokari 64°04′06″N 23°32′03″Ö / 64.06844°N 23.53416°Ö
- Vesikallio 64°03′42″N 23°32′35″Ö / 64.06177°N 23.54299°Ö
- Pakinkarinkallio 64°03′34″N 23°32′45″Ö / 64.05941°N 23.54594°Ö